# Forbidden Door (2023)
Forbidden Door (2023) foi o segundo evento anual de pay-per-view (PPV) de luta profissional Forbidden Door e supershow co-produzido pela promoção americana All Elite Wrestling (AEW) e pela New Japan Pro-Wrestling (NJPW) baseada no Japão. Aconteceu em 25 de junho de 2023, na Scotiabank Arena em Toronto, Ontário, Canadá. Foi o primeiro PPV da AEW a ser realizado fora dos Estados Unidos e o primeiro PPV tradicional da NJPW a ser realizado no Canadá.

## Produção

### Introdução
Em fevereiro de 2021, a promoção americana de luta profissional All Elite Wrestling (AEW) iniciou uma parceria com a promoção japonesa New Japan Pro-Wrestling (NJPW). Após um ano de lutadores da AEW e da NJPW aparecendo nos programas uma da outra, as duas empresas co-promovem um evento pay-per-view (PPV) intitulado Forbidden Door em junho de 2022. O evento recebeu o nome do mesmo termo frequentemente usado pela AEW quando se refere ao trabalho com outras promoções de wrestling profissional.
Em 15 de março de 2023, um segundo evento Forbidden Door entre AEW e NJPW foi agendado para 25 de junho de 2023, na Scotiabank Arena em Toronto, Ontário, Canadá, estabelecendo assim o Forbidden Door como um evento anual entre as duas empresas. Os ingressos começaram a ser vendidos em 24 de março. Isso marcou o primeiro PPV da AEW realizado fora dos Estados Unidos e também eu início a uma turnê de um mês pelo Canadá para a AEW, que incluiu seus programas de televisão semanais e house shows. Forbidden Door foi o primeiro evento canadense co-promovido pela NJPW a ir ao ar em canais PPV tradicionais. Antes de sua aquisição, a promoção irmã da AEW, Ring of Honor, co-promoveu dois eventos Global Wars com a NJPW em 2014 e 2015, ambos realizados em Toronto e transmitidos ao vivo na internet pay-per-view (iPPV).

### Rivalidades
Forbidden Door contou com lutas de wrestling profissional que envolvem diferentes lutadores de rivalidades e histórias preexistentes. Os lutadores retratam heróis, vilões ou personagens menos distinguíveis em eventos roteirizados que criam tensão e culminam em uma luta ou uma série de lutas.
No episódio de 26 de abril do Dynamite, o presidente da AEW, Tony Khan, anunciou que as lutas do torneio para a segunda edição da Owen Hart Cup ocorreriam no Forbidden Door. No episódio do dia 21 de junho, as chaves foram reveladas, com duas lutas a serem realizadas durante o pay-per-view - Campeã Mundial Feminina da ROH, Athena enfrentando Billie Starkz no torneio feminino durante o pré-show e CM Punk enfrentando Satoshi Kojima em torneio masculino. Esta será a primeira aparição de Punk em um pay-per-view da AEW desde o All Out de 2022, onde ele lutou no evento principal antes de participar de uma luta nos bastidores com The Elite.
No Wrestle Kingdom 17, Kenny Omega derrotou Will Ospreay para ganhar o Campeonato dos Pesos Pesados dos Estados Unidos IWGP. Em abril, a NJPW anunciou um torneio para determinar o novo candidato número 1 ao campeonato de Omega, apresentando Ospreay, Lance Archer, Juice Robinson e Hiroshi Tanahashi. No entanto, em 16 de abril no Capital Collision, Robinson foi (kayfabe) suspenso do NJPW após atacar Fred Rosser e um árbitro do NJPW durante uma partida contra Rosser, que terminou em no contest. Logo depois, foi anunciado que Rosser substituiria Robinson no torneio. Em 16 de abril no Collision in Philadelphia, Archer derrotou Rosser. Em 21 de maio no Resurgence, Ospreay derrotou Tanahashi para preparar a final do torneio, que aconteceu em 4 de junho no Dominion 6.4 em Osaka-jo Hall, onde Ospreay derrotou Archer para se tornar o candidato número um ao título dos EUA. Em 6 de junho, NJPW deu uma coletiva de imprensa onde a partida foi oficializada para Forbidden Door.
No Dominion 6.4 em Osaka-jo Hall, Jon Moxley e Claudio Castagnoli do Blackpool Combat Club (BCC) se juntaram ao protegido de Moxley, Shota Umino, para enfrentar Kazuchika Okada, Hiroshi Tanahashi e Tomohiro Ishii pelo Campeonato Openweight de Duplas de 6 Homens NEVER, mas falhou para ganhar os títulos. Após a partida, Moxley pegou o microfone, apresentando um pacote de vídeo para Okada. O vídeo apresentava outro membro do BCC, Bryan Danielson, que desafiou Okada para uma partida. Okada respondeu afirmando que a "porta proibida" estaria aberta, provocando a partida que aconteceria no PPV. Em 6 de junho, a NJPW deu uma entrevista coletiva onde Okada aceitou o desafio de Danielson para Forbidden Door, tornando a partida oficial.
Após All Together Again em 9 de junho, foi sugerido que o Campeão Mundial dos Pesos-Pesados da IWGP Sanada faria um anúncio em um episódio futuro do Dynamite sobre seus planos como Campeão Mundial da NJPW para o próximo PPV Forbidden Door. Os rumores foram comprovados no episódio de 14 de junho do Dynamite, onde Sanada apareceu por meio de uma mensagem de vídeo lançando um desafio aberto por seu título no PPV. Mais tarde no show, a oferta foi aceita por "Jungle Boy" Jack Perry, que pediu que seu parceiro de duplas, Hook, estivesse em seu canto para a partida. Logo depois, a partida foi oficializada para Forbidden Door. Na edição de 23 de junho do Rampage, Perry derrotou o companheiro de equipe Just 5 Guys de Sanada, Douki, usando o finalizador de Sanada para vencer a partida, levando Sanada a confrontar Perry no ringue, após a partida.
No episódio de 14 de junho do Dynamite, Hiroshi Tanahashi da NJPW desafiou o Campeão Mundial da AEW MJF para uma luta pelo título no Forbidden Door por meio de uma mensagem de vídeo. A luta foi oficializada para o PPV, no entanto, MJF alegou não ter interesse em defender o cinturão contra Tanahashi, alegando que a NJPW era uma empresa inferior, ao mesmo tempo em que insinuava não comparecer ao PPV. Apesar disso, na edição de 21 de junho do Dynamite, MJF aceitou o desafio de Tanahashi após ser chamado de "covarde" por Adam Cole. No episódio da mesma semana do Collision, Tanahashi derrotou Swerve Strickland e após a partida foi insultado por MJF por meio de uma mensagem de vídeo.
Da mesma forma, na edição de 21 de junho do Dynamite, foi revelado que os rivais MJF e Adam Cole se uniriam no Blind Eliminator Tournament, a fim de determinar o desafiante número 1 para o Campeonato Mundial de Duplas da AEW, para desespero de ambos. Dois dias depois, no Rampage, MJF fez sua estreia no Rampage, interrompendo Cole e informando-o de que havia arranjado uma luta para Cole no Forbidden Door contra Tom Lawlor da NJPW. Isso levou Lawlor e Royce Isaacs do Team Filthy a fazerem sua estreia na AEW, atacando Cole, enquanto MJF zombeteiramente provocava salvando seu parceiro Cole do ataque.
O Campeão Internacional da AEW, Orange Cassidy, defendeu com sucesso seu título no Double or Nothing, vencendo o Blackjack Battle Royal. Na coletiva de imprensa pós-show, Cassidy foi questionado contra quem ele gostaria de defender o título no futuro, ao que ele respondeu expressando o desejo de enfrentar o Campeão Mundial de Televisão da NJPW, Zack Saber Jr.. Enquanto isso, na edição de 31 de maio do Rampage, aliado de Cassidy, Katsuyori Shibata derrotou com sucesso Lee Moriarty para reter seu Campeonato Puro da ROH, embora tenha sido confrontado por Daniel Garcia, que buscava uma futura chance pelo título. Na edição de 14 de junho do Dynamite, Saber Jr confrontou Cassidy nos bastidores, procurando marcar uma luta futura, porém, foi interrompido por Garcia, que perguntou a Cassidy sobre o paradeiro de Shibata. Cassidy sugeriu que ele e Shibata se unissem contra Garcia e Saber Jr na semana seguinte, em uma luta de duplas. Na partida da semana seguinte, Garcia e Saber Jr derrotaram Cassidy e Shibata. Após a luta, todos os quatro lutaram pelo Campeonato Internacional e uma luta four-way pelo título foi agendada para Forbidden Door.
Após sua derrota no Double or Nothing, Sammy Guevara voltou ao Dynamite em 14 de junho, expressando seu desejo de "fazer algumas mudanças" em si mesmo na AEW. Guevara foi interrompido por Darby Allin, que também havia perdido no Double or Nothing, que sugeriu que Guevara não deveria viver nas sombras da Jericho Appreciation Society (JAS). Isso levou o líder do JAS, Chris Jericho, a confrontar a dupla, derrotando Allin por sua sugestão e questionando o distanciamento de Guevara do JAS e sugerindo que ele e Guevara deveriam se unir para restabelecer Guevara na facção. Como Jericho sugeriu atacar Allin, Sting entrou no ringue ficando cara a cara com Jericho, que logo fugiu do ringue, Na semana seguinte, depois de se juntar a Guevara e Minoru Suzuki para derrotar Darius Martin, Action Andretti e AR Fox, Jericho convocou Sting e Allin, desafiando-os a encontrar um parceiro para enfrentar a si mesmo, Guevara e Suzuki no Forbidden Door, que Sting e Allin enfrentaram. aceitou, com Allin afirmando que eles tinham um parceiro que revelariam na edição daquela semana do Collision. No show, foi revelado que o parceiro de Sting e Allin era o antigo rival de Jericho, Tetsuya Naito, que fez sua estreia na AEW, já que uma luta de duplas de seis homens foi oficializada para Forbidden Door.
Na edição de 14 de junho do Dynamite, Campeã Mundial Feminina da AEW, Toni Storm defendeu com sucesso seu título contra Skye Blue. Após a luta, Storm e sua companheira de equipe Ruby Soho atacaram Blue, apenas para ela ser salva pela Campeã Mundial Strong da NJPW, Willow Nightingale. No episódio de estreia de Collision, Nightingale e Blue derrotaram Storm e Soho, em uma luta de duplas. Logo depois, foi anunciado que Storm defenderia seu Campeonato Mundial Feminina da AEW contra Nightingale em Forbidden Door.

### Luta cancelada
No episódio de 21 de junho de "Dynamite", foi revelado que os rivais MJF e Adam Cole se uniriam no Blind Eliminator Tournament para determinar o contendor número um para o AEW World Tag Team Championship, muito para consternação de ambos os homens. Dois dias depois, MJF fez sua estreia no Rampage, interrompendo Cole e informando-o de que havia arranjado uma luta para Cole no Forbidden Door contra NJPW's Tom Lawlor . Isso levou Lawlor e Royce Isaacs do Team Filthy a fazer sua estreia na AEW, atacando Cole, enquanto MJF zombava de salvar seu parceiro Cole do ataque. No dia do evento , no entanto, foi anunciado que Cole não tinha autorização médica para competir devido a uma doença e, portanto, a luta Forbidden Door foi cancelada. Em vez disso, Lawlor competiu contra Serpentico em uma dark match antes do pré-show. Durante a discussão da mídia pós-evento, Tony Khan disse que a doença de Cole parecia ser uma gripe.

## Evento
| Papel                  | Nome                                                             |
| ---------------------- | ---------------------------------------------------------------- |
| Comentaristas          | Excalibur (Pré-show e PPV)                                       |
| Comentaristas          | Kevin Kelly (Pré-show e PPV)                                     |
| Comentaristas          | Chris Charlton (Pré-show)                                        |
| Comentaristas          | Taz (PPV)                                                        |
| Comentaristas          | Don Callis (Ten man tag team match e IWGP US Championship match) |
| Anunciadores de ringue | Justin Roberts                                                   |
| Anunciadores de ringue | Takuro Shibata                                                   |
| Árbitros               | Aubrey Edwards                                                   |
| Árbitros               | Bryce Remsburg                                                   |
| Árbitros               | Red Shoes Unno                                                   |
| Árbitros               | Paulo Turner                                                     |
| Árbitros               | Rick Knox                                                        |
| Árbitros               | Stephon Smith                                                    |
| Entrevistador          | Alex Marvez                                                      |
| Painel pré-show        | Renée Paquette                                                   |
| Painel pré-show        | Cidade do RJ                                                     |

### Zero Hour
Foram quatro lutas disputadas no pré-show Zero Hour, com uma gravada como dark match. No concurso de abertura, Mogul Embassy (Swerve Strickland, Brian Cage, Toa Liona e Bishop Kaun) (com Prince Nana) enfrentou El Desperado e Caos (Rocky Romero,Chuck Taylor e Trent Bereta). Nos estágios finais, Beretta entregou o Strong Zero on Swerve, mas Kaun quebrou a imobilização. Enquanto Romero tentava o Shiranui, Cage e Swerve o evitaram e lançaram um combo F-10/DDT; Swerve então entregou o Swerve Stomp para a vitória.
Em seguida, Athena enfrentou Billie Starkz em uma partida da primeira rodada do torneio da Fundação Owen Hart. Nos estágios finais, enquanto Starkz tentava um senton no avental para Athena, Athena evitou o movimento, permitindo que Athena trouxesse Starkz de volta ao ringue e entregasse um  Dominator  para obter a vitória.
Na penúltima partida da Hora Zero, El Phantasmo enfrentou Stu Grayson. No final, Grayson acertou um Pelé Kick com um splash de 450 ° para uma contagem de dois. Phantasmo entregou uma avalanche hurricanrana e o Thunder Kiss '86 para uma contagem de dois. Enquanto Grayson tentava o Skyfall, Phantasmo escapou e entregou o Jodi Flysch S-DDT e o CR II para a vitória.
No evento principal de Zero Hour, Los Ingobernables de Japon (Shingo Takagi, Hiromu Takahashi e Bushi) enfrentaram [ [Império Unido]] (TJP, Kyle Fletcher e Jeff Cobb). Nos estágios finais, Takahashi deu um superkick e Takagi entregou um Death Valley Driver e um lariat para TJP, mas Cobb quebrou a imobilização. Takahashi deu um dropkick para Cobb do lado de fora, enquanto Bushi deu um mergulho suicida para Fletcher também do lado de fora, permitindo que Takagi entregasse o Made in Japan no TJP para a vitória.

### Lutas preliminares
Na disputa de abertura, MJF defendeu o AEW World Championship contra Hiroshi Tanahashi. Nos estágios iniciais, Tanahashi desferiu um antebraço voador, um senton de corda intermediária e um crossbody de mergulho para uma contagem de dois. Tanahashi então lançou uma lâmina de estilingue, mas enquanto tentava o High Fly Flow, MJF evitou e lançou um disjuntor de ombro duplo sob o gancho para uma contagem de dois. Tanahashi então trancou no Texas Cloverleaf, mas MJF escapou. Enquanto Tanahashi tentava outro High Fly Flow, MJF levantou os joelhos. Como MJF estava tentando usar o cinturão do título em Tanahashi, o árbitro impediu e jogou o título fora. Tanahashi então entregou um estudante para MJF, mas o árbitro se distraiu, permitindo que MJF acertasse Tanahashi com o AEW Dynamite Diamond Ring para reter o título.
Em seguida, CM Punk foi um contra um com Satoshi Kojima em partida da primeira rodada do torneio da Fundação Owen Hart. Nos estágios finais, Punk entregou uma queda de cotovelo em mergulho para uma contagem de dois. Punk então trancou no Anaconda Vice, mas Kojima escapou e entregou um varal. Enquanto Punk tentava o GTS, Kojima escapou e entregou o Koji Cutter e um brainbuster para uma contagem de dois. Enquanto Kojima tentava um lariat, Punk contra-atacou no GTS para a vitória.

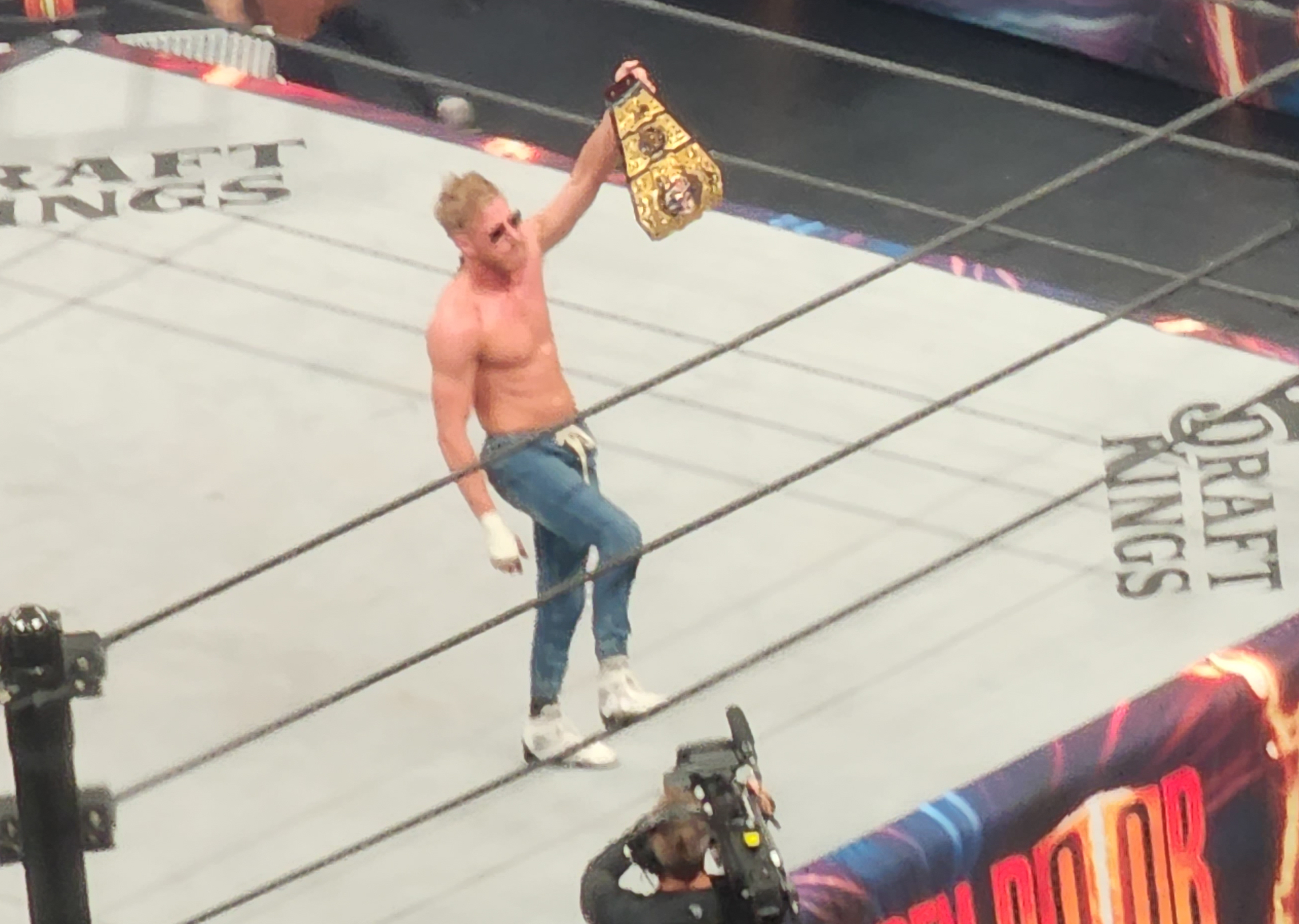
Orange Cassidy com seu cinturão

 Na luta seguinte, Orange Cassidy defendeu o AEW International Championship contra Daniel Garcia, Katsuyori Shibata e Zack Saber Jr. . Na primeira etapa, Saber Jr. travou na reta Octopus, mas Garcia quebrou a finalização. Shibata então enrolou Garcia para uma contagem de dois. Cassidy então entregou um tornado DDT para Garcia para uma contagem de dois. Garcia então atingiu Shibata com o cinturão do título Pure para outra contagem de dois. Shibata então entregou o Kawada Kicks e o Orange Punch para Cassidy, mas Saber Jr. travou a Ode para Jim em Cassidy, mas Garcia interrompeu a finalização. Cassidy então entregou o Stundog Millionaire e o Satellite DDT para Garcia para outra contagem de dois. Shibata então travou no RNC, mas Saber Jr. o rebateu em um European Clutch. Garcia então entregou um piledriver para Saber Jr., mas Shibata imediatamente entregou o PK para Garcia; então Cassidy empurrou Shibata para fora e acertou um crucifixo em Garcia para a vitória.
Na luta seguinte, Sanada (com Douki) defendeu o IWGP Heavyweight Championship contra "Jungle Boy" Jack Perry (com Hook). Nos estágios finais, Jungle Boy deu um superkick e uma bomba de tigre para uma contagem de dois. Jungle Boy então travou em Skull's End, mas Sanada alcançou as cordas e entregou o nocaute técnico. Enquanto Sanada tentava o Moonsault, Jungle Boy escapou e deu um superkick e um veneno Rana. Sanada então lançou um Shining Wizard, outro Poison Rana e um Moonsault para reter o título.
Em seguida, The Elite ("Hangman" Adam Page, Matt Jackson e Nick Jackson), Eddie Kingston e Tomohiro Ishii enfrentaram o Blackpool Combat Club (Wheeler Yuta, Jon Moxley e Claudio Castagnoli), Konosuke Takeshita e Shota Umino.

### Evento Principal

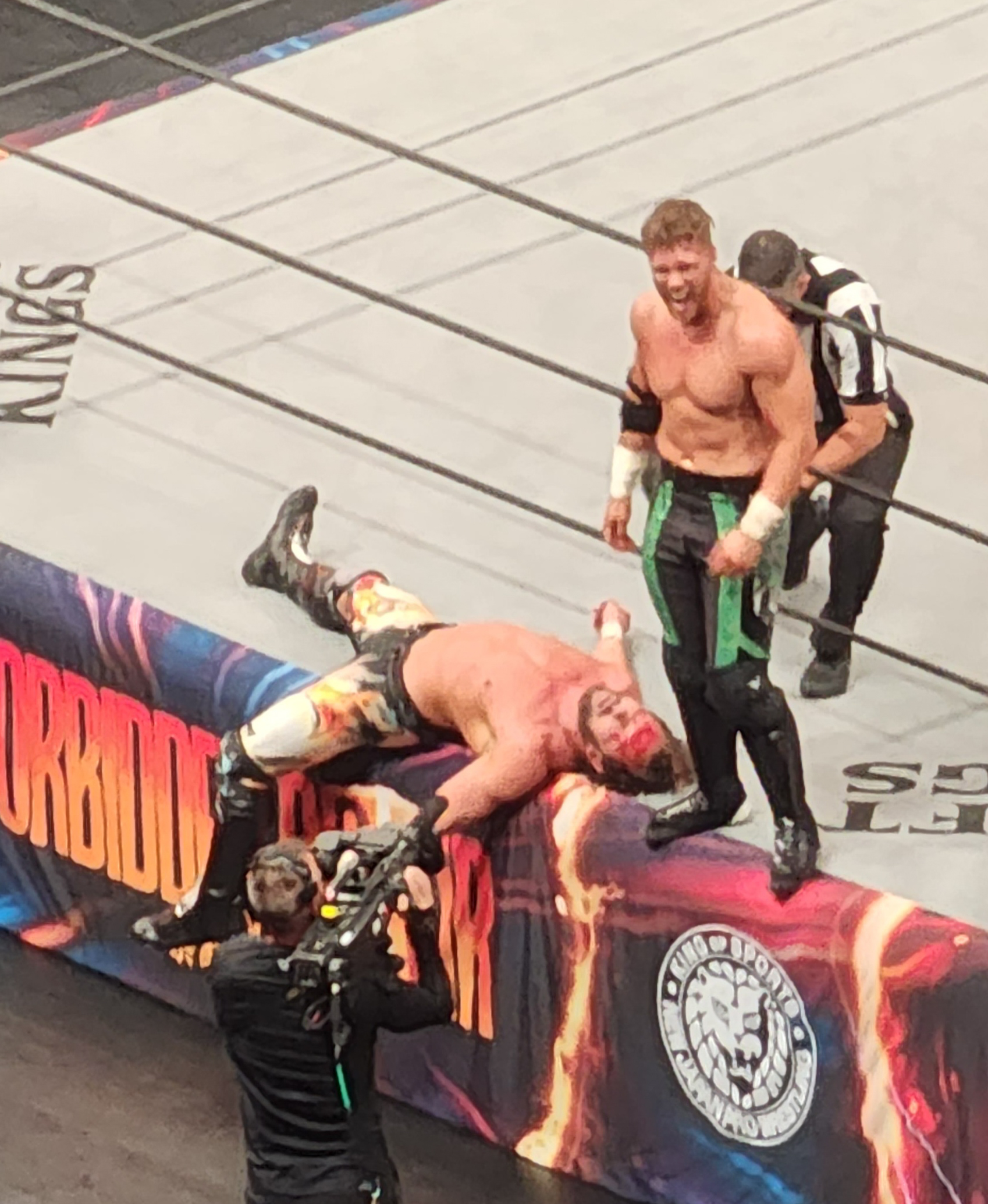
Will Ospreay fica de pé sobre um Kenny Omega ensanguentado durante a luta

## Resultados
| Nº                                          | Resultados | Estipulações                                                     | Tempo |
| ------------------------------------------- | --- | ---------------------------------------------------------------- | ----- |
| Dark                                        | Tom Lawlor (com Royce Isaacs) derrotou Serpentico (com Luther) | Luta individual                                                  | 4:10  |
| Pré- show                                   | Mogul Embassy (Swerve Strickland, Toa Liona, Brian Cage, e Bishop Kaun) (com Prince Nana) derrotaram Chaos (Rocky Romero, Chuck Taylor, e Trent Beretta) e El Desperado                                                | Luta six-man                                                     | 12:30 |
| Pré- show                                   | Athena derrotou Billie Starkz | Women's Owen Hart Cup Tournament first round match               | 7:50  |
| Pré- show                                   | El Phantasmo derrotou Stu Grayson | Luta individual                                                  | 7:15  |
| Pré- show                                   | Los Ingobernables de Japon (Shingo Takagi, Bushi, e Hiromu Takahashi) derrotaram United Empire (Jeff Cobb, Kyle Fletcher, e TJP)                                                                                       | Luta six-man                                                     | 7:30  |
| 1                                           | MJF (c) derrotou Hiroshi Tanahashi | Luta individual pelo AEW World Championship                      | 15:30 |
| 2                                           | CM Punk derrotou Satoshi Kojima | Men's Owen Hart Cup Tournament first round match                 | 13:40 |
| 3                                           | Orange Cassidy (c) derrotou Zack Sabre Jr., Katsuyori Shibata e Daniel Garcia | Four-way match pelo AEW International Championship               | 11:15 |
| 4                                           | Sanada (c) (com Douki) derrotou "Jungle Boy" Jack Perry (com Hook) | Luta individual pelo IWGP World Heavyweight Championship         | 10:45 |
| 5                                           | The Elite ("Hangman" Adam Page, Matt Jackson, e Nick Jackson), Eddie Kingston, e Tomohiro Ishii derrotaram Blackpool Combat Club (Jon Moxley, Wheeler Yuta, and Claudio Castagnoli), Konosuke Takeshita, e Shota Umino | 10-man tag team match                                            | 21:25 |
| 6                                           | Toni Storm (c) (com Ruby Soho e Saraya) derrotou Willow Nightingale | Luta individual pelo AEW Women's World Championship              | 10:30 |
| 7                                           | Will Ospreay (com Don Callis) derrotou Kenny Omega (c) | Luta individual pelo IWGP United States Heavyweight Championship | 39:45 |
| 8                                           | Sting, Darby Allin, e Tetsuya Naito derrotaram Le Suzuki Gods (Chris Jericho, Sammy Guevara, e Minoru Suzuki) | Six-man tag team match                                           | 15:10 |
| 9                                           | Bryan Danielson derrotou Kazuchika Okada | Luta individual                                                  | 27:40 |
| (c) – Refere-se aos campeões antes da luta. | |                                                                  |       |

### IWGP United States Heavyweight Championship #1 contender tournament
|  | Primeira Ronda Collision in Philadelphia (16 Abril) Resurgence (21 Maio) | Primeira Ronda Collision in Philadelphia (16 Abril) Resurgence (21 Maio) |              |              | Final Dominion 6.4 in Osaka-jo Hall (4 Junho) | Final Dominion 6.4 in Osaka-jo Hall (4 Junho) |  |
|  |                                                                          |                                                                          |              |              |                                               |                                               |  |
|  | Lance Archer                                                             | Pin                                                                      |              |              |                                               |                                               |  |
|  | Lance Archer                                                             | Pin                                                                      |              |              |                                               |                                               |  |
|  | Fred Rosser                                                              | 14:22                                                                    |              |              |                                               |                                               |  |
|  | Fred Rosser                                                              | 14:22                                                                    |              | Lance Archer | 8:01                                          |                                               |  |
|  |                                                                          |                                                                          |              | Lance Archer | 8:01                                          |                                               |  |
|  |                                                                          |                                                                          | Will Ospreay | Pin          |                                               |                                               |  |
|  | Will Ospreay                                                             | Pin                                                                      | Will Ospreay | Pin          |                                               |                                               |  |
|  | Will Ospreay                                                             | Pin                                                                      |              |              |                                               |                                               |  |
|  | Hiroshi Tanahashi                                                        | 16:44                                                                    |              |              |                                               |                                               |  |